# 日本駐俄羅斯大使館
日本國駐俄羅斯大使館（日语：在ロシア日本国大使館）是日本國駐在俄羅斯聯邦之最高官方代表機構，其下轄日本國位於俄國全境之總領事館。該大使館位於莫斯科克拉斯諾斯爾斯基區，现有馆舍于2007年建成。現任大使為武藤显。

## 外部連結
- （俄文） （日語） 日本國駐俄羅斯聯邦大使館 官方網站（页面存档备份，存于）